# Y tá

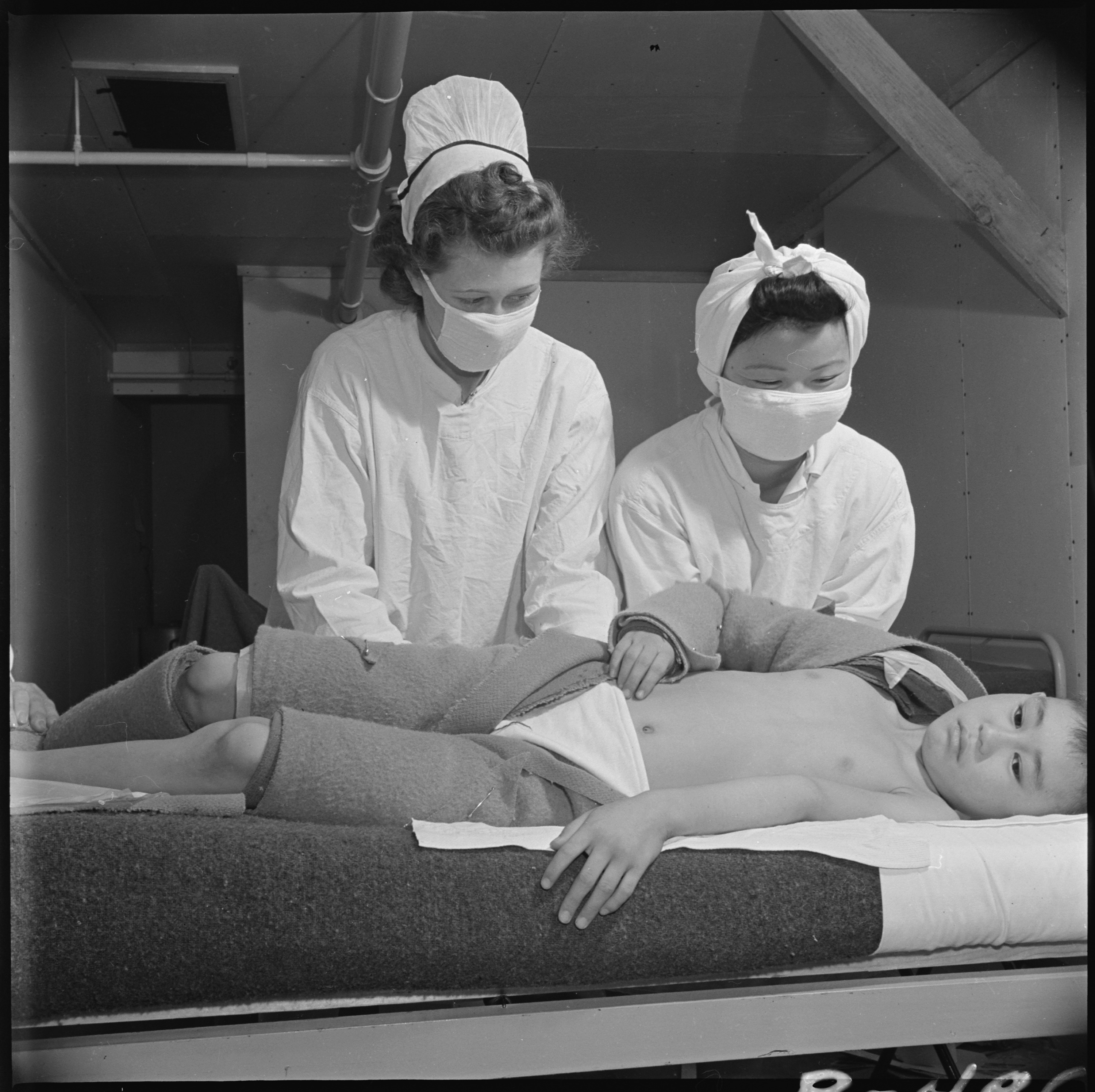
Hai y tá đang chăm sóc bệnh nhân. Arizona, Hoa Kỳ, 1943.

Y tá là một ngành chuyên nghiệp với nhiều trách nhiệm nhiệm vụ quan trọng trong hệ thống y tế. Y tá hợp tác cùng những chuyên viên y tế khác để chăm sóc, chữa trị, giáo huấn và bảo đảm an toàn cho người bệnh trong nhiều hoàn cảnh - từ cấp cứu đến hồi phục, từ tư gia đến nhà thương và trong nhiều lĩnh vực y khoa khác nhau - từ chuyên khoa đến y tế công cộng.
Để trở thành y tá đòi hỏi phải có kiến thức y học tổng quát và thường phải qua trung học cấp hai. Tại nhiều quốc gia (như Chile), y tá tối thiểu phải có bằng cử nhân. Trong khi ở một số nước châu Âu, sau khi học tốt nghiệp cấp 2 và được huấn luyện chuyên môn 18 tháng có thể được chấp nhận làm y tá.
Trong tiếng Việt đầu thế kỷ 20 thỉnh thoảng còn dùng "anh phiếc mê" hay "phiếc mê" mượn từ tiếng Pháp (infirmier) để chỉ người y tá.

## Công tác và nhiệm vụ
Theo Bộ Lao động Hoa Kỳ  nhiệm vụ tổng quát của y tá gồm có:
1. Chữa trị bệnh nhân.
2. Giáo dục bệnh nhân và người thân về các bệnh chứng.
3. Khuyên nhủ an ủi bệnh nhân và người thân.
4. Ghi chép và cập nhật thay đổi bệnh lý..
5. Giúp xét nghiệm, thử nghiệm.
6. Sử dụng máy móc, công cụ y tế.
7. Thực thi chỉ định điều trị.
8. Giúp theo dõi bệnh nhân trong thời gian hồi phục.

## Lịch sử
•Florence Nightingale

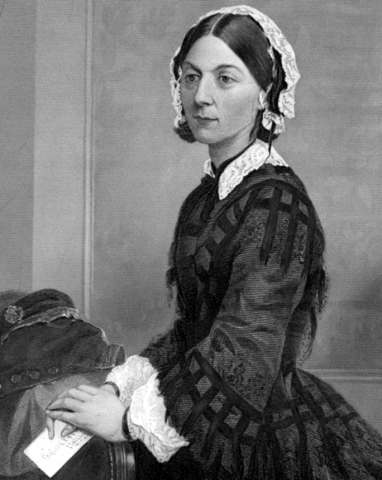
Florence Nightingale

Florence Nightingale (12 tháng 5 năm 1820 – 13 tháng 8 năm 1910) được giới y tế công nhận là người phát huy ngành y tá hiện đại. Từ lâu, nghề "y tá" bị coi rẻ, họ thường làm những công việc phụ như "bám" theo các đội quân, phụ giúp dọn dẹp, nấu nướng, giặt ủi... Vì bà là con của một gia đình giàu có, vọng tộc, nên Nightingale đã làm cha mẹ thất vọng khi bà quyết định trở thành một y tá. Sau đó bà không ngừng đòi hỏi cải tiến y tế chăm sóc cho người nghèo và dần dần đưa ngành y tá lên bậc quan trọng trong hàng ngũ chuyên viên y tế.

## Liên kết
- Đào tạo y tá đủ tiêu chuẩn làm việc tại Mỹ www.vietnamnet.vn